# Gens
Gens – pierwotna organizacja rodowa w starożytnym Rzymie, skupiająca do kilkunastu rodzin (familia) wywodzących się, lub przypisujących sobie pochodzenie od wspólnego przodka – eponima, od którego imienia pochodziła nazwa całego rodu (nomen gentilicium). Gentes posiadały wspólne groby przydomowe i prywatne kulty (sacrum gentilicium), które często stawały się później kultami państwowymi.
Według tradycyjnych przekazów w okresie królewskim Rzymu istniało 300 rodów skupionych w 30  kuriach w 3 tribus. Gentes poprzez  patronów sprawowały opiekę nad swoimi  klientami, którymi stawali się wyzwoleni niewolnicy, peregrini – obcy przybysze osiedlający się w Rzymie lub zubożali członkowie innych rodów.